# Campionati del mondo di ciclismo su strada 2015 - Gara in linea maschile Under-23
La gara in linea maschile Under-23 dei Campionati del mondo di ciclismo su strada 2015 si svolse il 25 settembre 2015 negli Stati Uniti, con partenza ed arrivo a Richmond, su un circuito di 16,2 km da ripetere 10 volte, per un totale di 162 km. Il francese Kévin Ledanois vinse la gara con il tempo di 3h54'45" alla media di 41,406 km/h; l'argento andò all'italiano Simone Consonni e il bronzo al francese Anthony Turgis.
Presenti alla partenza 170 ciclisti, di cui 130 arrivarono al traguardo.

## Classifica (Top 10)
| Pos. | Corridore       | Squadra   | Tempo    |
| ---- | --------------- | --------- | -------- |
| 1    | Kévin Ledanois  | Francia   | 3h54'45" |
| 2    | Simone Consonni | Italia    | s.t.     |
| 3    | Anthony Turgis  | Francia   | a 2"     |
| 4    | Gianni Moscon   | Italia    | s.t.     |
| 5    | Alexander Kamp  | Danimarca | a 5"     |
| 6    | Fabian Lienhard | Svizzera  | s.t.     |
| 7    | Michal Schlegel | Rep. Ceca | s.t.     |
| 8    | Lucas Gaday     | Argentina | s.t.     |
| 9    | Adam de Vos     | Canada    | a 10"    |
| 10   | Lennard Kämna   | Germania  | a 12"    |